# Chédeville (Musikerfamilie)
Die Familie Chédeville oder erweitert die Familie Chédeville-Hotteterre war eine französische Musikerfamilie. Hauptrepräsentanten wurden die drei Brüder und Musette-Virtuosen Pierre (1694–1725), Esprit-Philippe (1696–1762) und Nicolas Chédeville (1705–1782). Der Familienteil der Hotteterre war zuvor als Instrumentenbauer erfolgreich an der Entwicklung der Musette de Cour in Paris beteiligt.
Die Familie Chédeville stammte ursprünglich aus der südöstlichen Normandie. Der Vater der drei genannten Musette-Virtuosen Pierre Chédeville stammte aus Serez und wirkte dort als Landwirt und Eisenhändler. Er heiratete 1691 Anne Coricon aus Anet, die selbst aus der bekannten Hotteterre-Familie aus dem Eure-Tal stammte. Ihr Vater, der Notar Claude Coricon aus Anet, hatte um 1670 Anne Hotteterre geheiratet. Deren Brüder Nicolas der Ältere, Louis, Nicolas der Jüngere und Jean III. Hotteterre waren nach Paris umgesiedelt. Sie erwarben sich dort einen hervorragenden Ruf am Hofe als Holzblasinstrumentenbauer und Oboisten. Die Ehen von Louis und Nicolas Hotteterre blieben kinderlos. Vor diesem Hintergrund nahmen sie sich ihrer Großneffen Chédeville, den eingangs erwähnten Musette-Virtuosen aus der Normandie an. Sie ließen diese nach Paris kommen, vermittelten ihnen eine musikalische Ausbildung und traten später zu ihren Gunsten von den eigenen Posten zurück. Aus der Ehe von Pierre Chédeville und Anne Coricon gingen noch zwei weitere Söhne und drei Töchter hervor.